# West Chester (Pensilvania)
West Chester es un borough ubicado en el condado de Chester en el estado estadounidense de Pensilvania. En el año 2000 tenía una población de 17,861 habitantes y una densidad poblacional de 3746 personas por km².

## Geografía
Está situado en el sureste de Pensilvania y tiene 5 km² de extensión.

## Demografía
Según el censo de 2000 había 17 861 personas, 6 265 hogares y 2 662 familias que residían en la ciudad. La densidad de población era de 3747,9 / km². Había 6541 unidades de vivienda en una densidad media de 1372,6 / km². La composición racial de la ciudad era 75,44% blancos, 17,08% Negro, 8,94% de hispanos o latinos, 3,64% de otras razas, el 1,46% asiáticos, 0,31% americanos nativos, 0,07% las islas del Pacífico, y 2,00% de dos o más razas. Alcanzó la mayoría de habitantes en 1970 con 19 301.

## Gobierno
Está gobernado por un alcalde y siete miembros del senado.

## Educación
El Distrito Escolar del Área de West Chester gestiona escuelas públicas.